# Ingrid Ronéus
Ingrid Birgitta Widerström Ronéus, född 9 mars 1942 i Växjö, är en svensk arkitekt.
Ronéus, som är dotter till fabrikör Bertil Widerström och Elin Johansson, avlade studentexamen 1962 och utexaminerades från Chalmers tekniska högskola 1967. Hon var anställd hos White Arkitekter AB från 1966 samt chefsarkitekt och delägare där från 1978. Hon var ledamot av Sveriges Praktiserande Arkitekters tekniska utskott 1985–1987, styrelseledamot i Svenska Arkitekters Riksförbund 1985-1987, ledamot av Svenska Arkitekters Riksförbunds tävlingskommitté från 1986, styrelseledamot i Arkitekturmuseet från 1987. Hon erhöll första pris i allmän arkitekttävling om servicebostäder vid Söder Mälarstrand i Stockholm.